# Ron Harper
Ronald „Ron“ Harper (* 20. Januar 1964 in Dayton, Ohio) ist ein ehemaliger US-amerikanischer Basketballspieler der Cleveland Cavaliers, Los Angeles Clippers, Chicago Bulls und Los Angeles Lakers in der NBA. Der 1,98 Meter große Harper spielte die Positionen des Shooting Guard und später in seiner Karriere Point Guard und hatte mit fünf gewonnenen Meisterschaften eine erfolgreiche NBA-Karriere.

## Karriere
Harper wurde im NBA-Draft 1986 an achter Stelle von den Cleveland Cavaliers ausgewählt. In seiner Debütsaison erzielte er als Shooting Guard beachtliche 22,8 Punkte und 5 Assists pro Spiel und wurde ins NBA All-Rookie Team der besten Neulinge gewählt. Wegen seiner Treffsicherheit und seinen Dunk-Qualitäten wurde er „Michael Jordan light“ getauft. Bei den Cavaliers erreichte Harper zweimal die Playoffs, schied aber jeweils früh aus.
Mitte der Saison 1989/90 wurde Harper zu den Los Angeles Clippers transferiert. Er erlitt 1990 eine schwere Knieverletzung, die ihn für den Rest der Saison außer Gefecht setzte und einen Großteil seiner Sprungkraft raubte. Da er nicht mehr gut dunken konnte, verbesserte er seinen Distanzwurf und seine Verteidigungsarbeit, und erzielte bis 1993/94 stets 18 bis 20 Punkte pro Spiel.
Zur Saison 1994/95 wurde Harper von Phil Jackson zu den Chicago Bulls geholt, der Harper als Point Guard in Jacksons „Triangle offense“ einplante. Da die Bulls bereits treffsichere Korbjäger wie Michael Jordan und Scottie Pippen an Bord hatten, konzentrierte er sich auf seine Spielmacher- und Defensivaufgaben und hielt den beiden Stars den Rücken frei. Harper war Teil jener Bulls-Teams, die 1996 bis 1998 drei Titel in Folge gewannen und in der Saison 1995/1996 72 von 82 Saisonspielen gewannen, womit sie einen neuen NBA-Rekord aufstellten, der erst 2015/2016 von den Golden State Warriors mit 73 Siegen bei 9 Niederlagen übertroffen wurde.
Als das Bulls-Team 1999 nach Jordans Rücktritt auseinanderbrach, holte ihn Jackson zu seinem neuen Club, den Los Angeles Lakers. In derselben taktischen Rolle als Zuarbeiter für die Stars Shaquille O’Neal und Kobe Bryant in Jacksons System wurde Harper im Alter von 36 und 37 noch zweimal Meister. Nach dem Gewinn des fünften Titels 2001 beendete er seine Profikarriere. Mit 1.716 Steals ist er in der ewigen NBA-Top 20 in dieser Kategorie.
Nach seiner Spielerkarriere wurde Harper 2005 Assistenztrainer der Detroit Pistons, wurde aber 2007 nicht mehr weiterbeschäftigt.
Sohn Ron Harper Jr. trat in die Fußstapfen seines Vaters und ist als Basketballspieler aktiv. Ebenso wie sein Sohn Dylan Harper, der in der ersten Runde des NBA-Drafts 2025 durch die San Antonio Spurs an zweiter Stelle gepickt wurde.